# Mariannenina
Mariannenina es un género de foraminífero bentónico de estatus incierto, aunque considerado perteneciente a la familia Oberhauserellidae, de la superfamilia Duostominoidea, del suborden Robertinina y del orden Robertinida. Su especie tipo es Mariannenina pulchra. Su rango cronoestratigráfico abarcaba el Calloviense superior (Jurásico medio).

## Clasificación
Mariannenina incluye a las siguientes especies:
- Mariannenina multiloculata †
- Mariannenina nitida †
- Mariannenina pseudoplanispiralis †
- Mariannenina pulchra †